# Walter Slezak

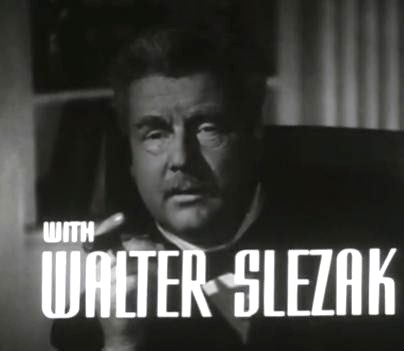
Dans Nid d'espions (1943)

Walter Slezak est un acteur autrichien, né le 3 mai 1902 à Vienne (Autriche), mort (par suicide) le 21 avril 1983 à New York (États-Unis).

## Biographie
Élevé dans la tradition du chant (son père, Leo Slezak, originaire de Moravie, était ténor à l'opéra), Walter Slezak débute au cinéma en 1922 (dans Sodome et Gomorrhe, film autrichien) et à Broadway (avec une comédie musicale, Meet me Sister) en 1930. Son premier film américain, Lune de miel mouvementée, date de 1942. Désormais installé aux États-Unis, sa carrière se partage entre le Septième Art (une centaine de films - le dernier, L'Île au trésor, en 1972 -), le théâtre (à Broadway : comédies musicales, pièces), la télévision (séries, shows) et la radio (shows).

## Filmographie partielle
- 1922 : Sodome et Gomorrhe (Sodom und Gomorrha) de Mihály Kertész (Michael Curtiz)
- 1924 : Michaël (Mikaël) de Carl Theodor Dreyer
- 1942 : Lune de miel mouvementée (Once upon a Honeymoon) de Leo McCarey
- 1943 : Vivre libre (This Land is Mine) de Jean Renoir
- 1943 : Nid d'espions (The Fallen Sparrow) de Richard Wallace
- 1944 : Lifeboat d'Alfred Hitchcock
- 1944 : La Princesse et le Pirate (The Princess and the Pirate) de David Butler
- 1944 : Dansons gaiement (Step Lively) de Tim Whelan
- 1945 : Les Amours de Salomé (Salome where she danced) de Charles Lamont
- 1945 : Pavillon noir (The Spanish Main) de Frank Borzage
- 1945 : Pris au piège (Cornered) d'Edward Dmytryk
- 1947 : Sinbad le marin (Sinbad the Sailor) de Richard Wallace
- 1947 : Né pour tuer (Born to kill) de Robert Wise
- 1948 : Le Pirate (The Pirate) de Vincente Minnelli
- 1950 : Chasse aux espions (Spy Hunt) de George Sherman
- 1951 : On murmure dans la ville (People will talk) de Joseph L. Mankiewicz
- 1953 : La Petite Constance (Confidentially Connie) d'Edward Buzzell
- 1953 : La Sorcière blanche (White Witch Doctor) de Henry Hathaway
- 1957 : Dix Mille Chambres à coucher (Ten Thousand Bedrooms) de Richard Thorpe
- 1959 : Quand la terre brûle (The Miracle) d'irving Rapper et Gordon Douglas
- 1961 : Le Rendez-vous de septembre (Come September) de Robert Mulligan
- 1962 : Les Amours enchantées (The Wonderful World of the Brothers Grimm) de Henry Levin et George Pal
- 1965 : Cinquante Millions pour Johns (Twenty-Four Hours to Kill) de Peter Bezencenet
- 1965 : Le Coup de l'oreiller (A Very Special Favor) de Michael Gordon
- 1966 : Le congrès s'amuse (Der Kongress amüsiert sich) de Géza von Radványi
- 1971 : Prince noir (Black Beauty) de James Hill
- 1972 : L'Île au trésor (Treasure Island) de John Hough

## Théâtre (à Broadway)

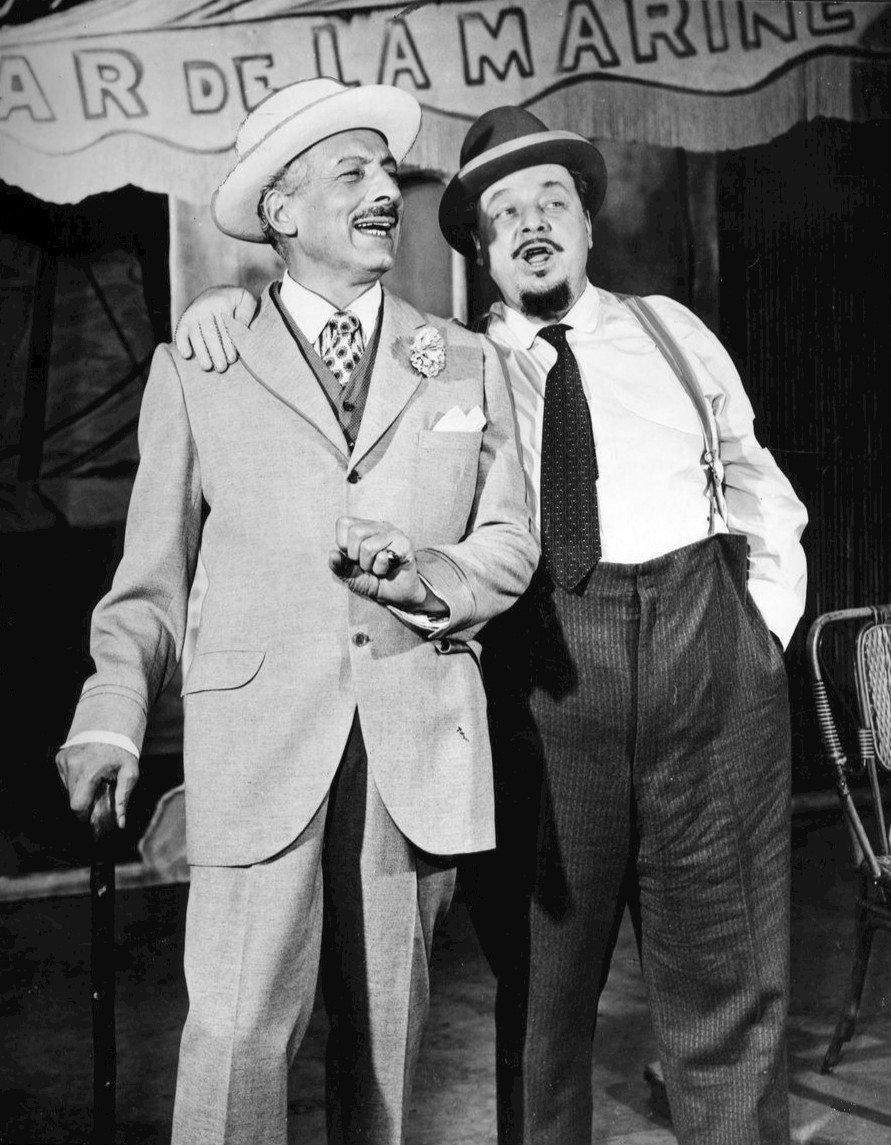
Avec Ezio Pinza (à g.), dans Fanny (1954-1956)

- 1930-1931 : Meet me Sister, comédie musicale, musique de Ralph Benatzky, lyrics de Ralph Benatzky et Irving Schloss
- 1932-1933 : Music in the Air, comédie musicale, musique de Jerome Kern, livret et lyrics d'Oscar Hammerstein II, mise en scène de J. Kern et O. Hammerstein II, costumes de John Harkrider et Howard Shoup, avec Tullio Carminati
- 1934-1935 : Ode to Liberty, pièce de (et mise en scène par) Sidney Howard, d'après Liberté provisoire de Michel Duran
- 1935-1936 : May Wine, comédie musicale, musique de Sigmund Romberg, livret de Frank Mandell d'après The Happy Alienist d'Erich von Stroheim et Wallace Smith, lyrics d'Oscar Hammerstein II
- 1938-1939 : I married an Angel, comédie musicale, musique de Richard Rodgers, livret de Richard Rodgers et Lorenz Hart d'après Johann Vaszary, lyrics de Lorenz Hart, chorégraphie de George Balanchine, mise en scène de Joshua Logan, avec Charles Walters
- 1941 : Les Troyennes (The Trojan Woman), pièce d'Euripide adaptée par Gilbert Murray, avec Cameron Mitchell, May Whitty
- 1941 : Pamplemousse (Little Dark Horse), pièce d'André Birabeau adaptée par Theresa Helburn
- 1953-1954 : My Three Angels, pièce de Sam et Bella Spewack, d'après La Cuisine des anges d'Albert Husson, mise en scène de José Ferrer, avec Jerome Cowan, Henry Daniell
- 1954-1956 : Fanny, comédie musicale, musique et lyrics de Harold Rome, livret de S.N. Behrman et Joshua Logan, d'après la Trilogie marseillaise de Marcel Pagnol, mise en scène de Joshua Logan (adaptée au cinéma en 1961)
- 1957 : The First Gentleman, pièce de Norman Ginsbury, avec Isobel Elsom
- 1958-1959 : The Gazebo, pièce d'Alec Coppel (adaptée au cinéma en 1959)

## Récompense
1955 : Tony Award de « Meilleur Acteur dans un Musical » (Fanny).